# エード

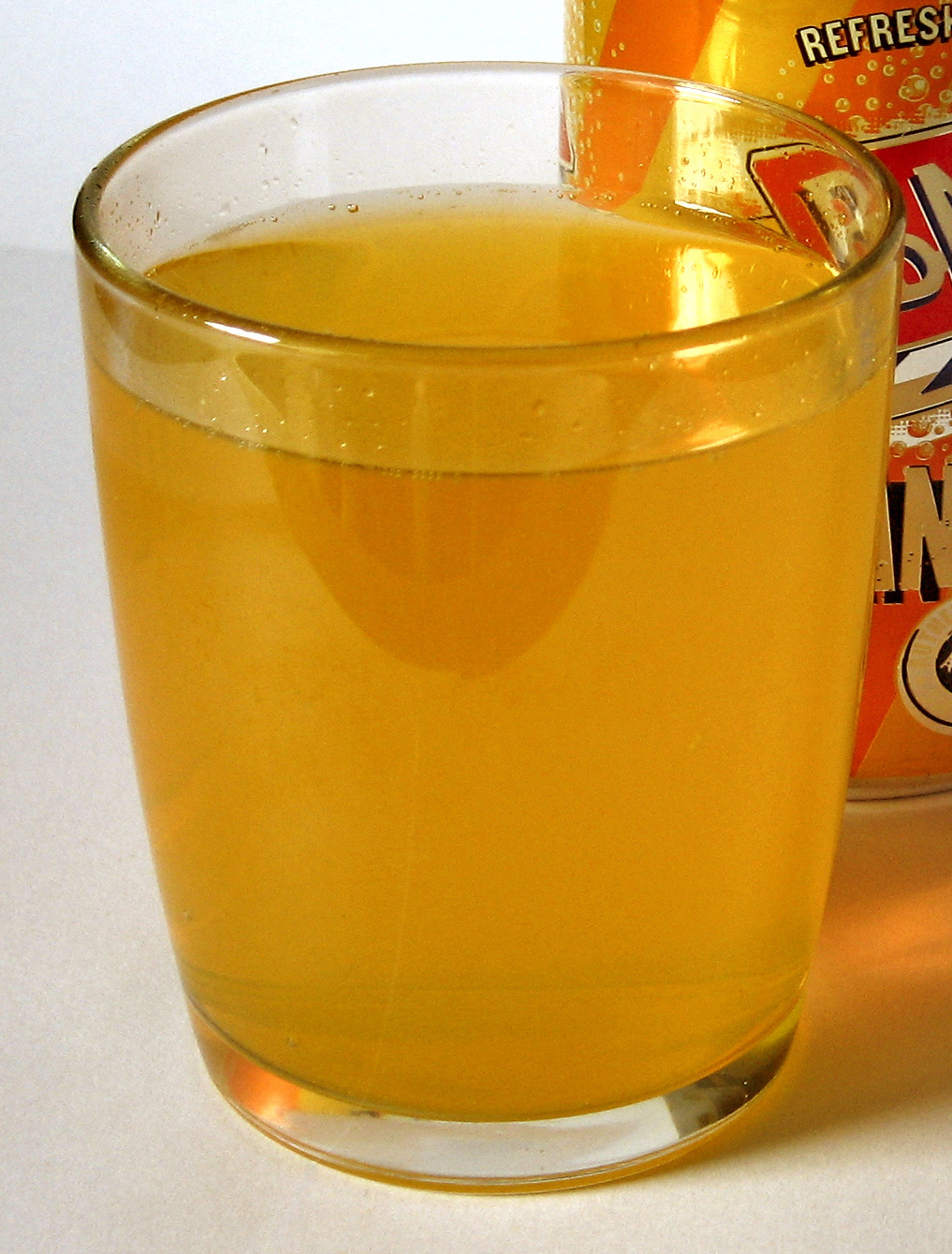
Barr社(英国)のオレンジエード

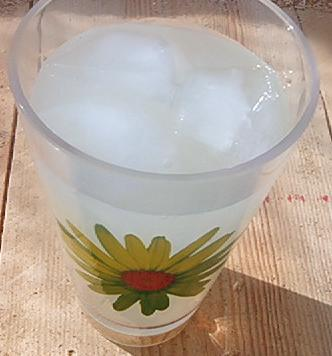
レモネード

エード（英語：ade）とは果汁を薄め甘味料を加えた飲料水。ソフトドリンクの一種。通常は、果汁、水、砂糖を組み合わせて作られる。主に接尾辞として使われる言葉である。
- オレンジエード
- レモネード（レモンエード）
- グレープエード
- チェリーエード
- ライムエード

水で薄めず果汁のみの飲料水はジュースと呼ばれ区別される。また、国により炭酸を含む場合や果汁シロップ全般のことを指すこともある。例えばアメリカ産のオレンジエードは炭酸を含まず、フランス産のオレンジエードは炭酸を含む。日本では一般的に炭酸を含むものをスカッシュ、含まないものをエードと呼び分ける。